# Кравцов, Борис Григорьевич
Борис Григорьевич Кравцов (16 февраля 1940 — 14 марта 2005) — советский и российский физиолог, психоаналитик, психотерапевт.

## Биография
Борис Григорьевич Кравцов родился 16 февраля 1940 года. В детстве перенёс перелом позвоночника и всю жизнь боролся с его последствиями. Впервые начал задумываться о психологии, когда ему было 11-12 лет; будучи подростком он экспериментировал с гипнозом на своих друзьях.
По состоянию здоровья не был принят в медицинский институт и поступил на биологический факультет МГУ имени М. В. Ломоносова, который окончил в 1966 году по специальности «физиология высшей нервной деятельности». В 1966-69 годах работал в должности младшего научного сотрудника в лаборатории бионики биологического факультета МГУ. В 1960-е годы, учась, а позже работая в МГУ, прочёл полное оригинальное собрание работ Фрейда на немецком языке, которое, несмотря на запрет психоанализа в СССР, имелось в университетской библиотеке, и увлёкся психоанализом. Перевёл обширную монографию Эвальда Бома по тесту Роршаха, а также диссертацию Артура Кронфельда «Психология в психиатрии».
В 1969-72 годах возглавлял лабораторию психофизиологии труда в Научно-исследовательском, проектном и внедренческом центре организации труда в энергетике и энергетическом строительстве («ЦОТэнерго»).
В 1972-87 годах работал в Институте судебной психиатрии имени В. П. Сербского в должностях лаборанта, а позже — клинического психолога. Работая в институте психиатрии, имел доступ к пациентам, некоторые из которых стали его первыми клиентами, проходящими психотерапию. Помимо официальной («дневной») работы, Кравцов организовал полноценную практику в качестве подпольного психотерапевта. Для того, чтобы защитить Кравцова от обвинений в «антисоветской деятельности», его друг, журналист газеты «Комсомольская правда», написал о нём статью, благодаря чему, Кравцов получил всесоюзную известность. В середине 1970-х годов организовал и возглавил группу учеников, которым преподавал теорию и практику психоанализа в рамках семинара. В конце 1970-х — начале 1980-х годов этот семинар был популярен среди психологов, интересующихся психоанализом. Участники семинара Б. Г. Кравцова читали и обсуждали работы Фрейда и классиков психоанализа, а также пытались «анализировать» своих первых пациентов. Позже организовал и возглавил Психотерапевтическое сообщество врачей, психологов, педагогов и пациентов, ориентированное на решение клинических и практических проблем.
С 1987 года работал психологом-консультантом в различных структурах и имел обширную частную практику. В 1988 году принимал участие в оказании психологической помощи пострадавшим в спитакском землетрясении в Армении. В конце 1980-х — начале 1990-х Б. Г. Кравцов практиковал в Германии и Франции, читал лекции в Киеве и Минске.
В последние годы жизни работал психологом-референтом в организации «Альфа-Марс». С 1994 по 2005 руководил организованным им частным семинаром толкования сновидений.
Автор нескольких неопубликованных романов и повестей, музыкант, поэт, философ. Умер 14 марта 2005 от инфаркта.

## Теоретический вклад
Исследовал проблемы электрофизиологии, психофизиологии, психотерапии, психоанализа, общей методологии коррекции психики, реабилитации психических больных, оказания психологической помощи и т. д. Автор ряда статей по проблемам тестологии, психокоррекции пострадавших от стихийных бедствий и др.
Опираясь на свой опыт терапевтической работы с шизофрениками, Б. Г. Кравцов сформулировал оригинальную структурную теорию шизофрении. В описании статики и динамики шизофренического процесса, им были введены и проработаны концепции трех инстанций человеческой психики: «Да», «Нет» и «Иное», а также теория энерго-дефицитарного и структурно-дефицитарного взрывов.
С конца 80-х годов он разрабатывал теорию психического узора. В последние годы жизни углубился в теории онтологического мышления и внутренней структуры сновидения, досконально проработал концепцию трёх «меток» сновидения (архаичная метка, метка настоящего и метка «ментора» или будущего).
В целом, теоретический вклад Б. Г. Кравцова не до конца исследован ввиду малого количества опубликованных работ.

## Критика
Подход Кравцова президент Московского психоаналитического общества (1998—2006), доцент факультета психологии МГУ И. М. Кадыров охарактеризовал как «сомнительную смесь из психоанализа и эзотерических учений».

## Роль Б. Г. Кравцова
«Подпольный» семинар Кравцова оказал влияние на развитие российского психоанализа и формирование профессиональных сообществ. Так, например, ученики Бориса Кравцова — Сергей Аграчев, Павел Снежневский и Юлия Алешина, «которые разошлись с ним по идеологическим причинам», организовали Московское психоаналитическое общество (МПО).

## Некоторые публикации
- Кравцов Б. Г. Формирующий эксперимент // Психология обучения и воспитания. Вып.5. М., 1978.
- Кравцов Б. Г. У истоков современного российского психоанализа // Материалы Всероссийской научно-практической конференции памяти проф. А. И. Белкина. — М.: РПО, 2004. — С. 258—260.